# 逄姓
逄姓（逄，漢語拼音：Páng；注音符號：ㄆㄤˊ）是中文姓氏。在《百家姓》中排名第296位。大陸及台澎金馬港澳地區皆有此姓。

## 來源
中國古代黄帝的大臣伯陵封於逄地（今山东潍坊青州），後人於是以国名为氏。所以現時逄姓人主要集中於山东高密、莱阳，以及隨生活而移居至北京、台灣及香港。
等地。

## 延伸阅读
[在维基数据编辑]
 《百家姓》
 《欽定古今圖書集成·明倫彙編·氏族典·逄姓部》，出自陈梦雷《古今圖書集成》